# Hydrillodes captiosalis
Hydrillodes captiosalis là một loài bướm đêm trong họ Noctuidae.